# Abdelrahman Boudah
Abdelrahman Boudah, né le 13 août 1999 à Göteborg en Suède, est un footballeur suédois qui évolue au poste d'ailier gauche au Albirex Niigata.

## Biographie

### Norrby IF
Né à Göteborg en Suède, Abdelrahman Boudah est formé par le Norrby IF, où il commence sa carrière professionnelle. Il joue son premier match en professionnel lors d'une rencontre de championnat face à l'IFK Värnamo, le 21 mai 2017. Il est titularisé et contribue à la victoire de son équipe en délivrant une passe décisive (1-2 score final).

### Degerfors IF
Le 8 février 2021, Abdelrahman Boudah rejoint le Degerfors IF. Il signe un contrat de trois ans.
Avec Degerfors Boudah découvre l'Allsvenskan, l'élite du football suédois, jouant son premier match le 12 avril 2021, lors de la première journée de la saison 2021 contre l'AIK Solna. Il entre en jeu à la place de Ferhad Ayaz et son équipe s'incline par deux buts à zéro.
Le 9 mai 2022, Boudah se fait remarquer lors d'une rencontre de championnat face au GIF Sundsvall en réalisant un triplé. Ses trois buts permettant à son équipe de l'emporter ce jour-là (2-3 score final),.

### Hammarby IF
Le 11 juillet 2022, Abdelrahman Boudah rejoint l'Hammarby IF. Le joueur s'engage pour un contrat de quatre ans et demi,.

### En sélection
Le 14 octobre 2019, Abdelrahman Boudah joue son premier match avec l'équipe de Suède des moins de 19 ans, lors d'une victoire face à la Norvège (3-2 score final).